# Баллуши, Мехди
Мехди Баллуши (араб. مهدي بلوشي‎; 6 апреля 1983, Касабланка) — марокканский футболист, полузащитник, отыгравший 11 сезонов за различные клубы MLS.

## Карьера
Мехди Балуши начал свою карьеру в молодёжном составе клуба «Раджа» из Касабланки, одновременно выступая за молодёжную сборную Марокко. В 2000 году он переехал в США, где год играл за команду Крейтоновского университета и два года за команду Университета Санта-Клары, в которой в 2005 году вошёл в Первую команду всех звёзд от НАСС, благодаря чему он смог подписать контракт с Поколение Адидас, компанией от известного бренда, подписывающих контракт с юными спортсменами.
На Супердрафте MLS 2006 года Баллуши был выбран под общим вторым номером клубом «Реал Солт-Лейк».
В июле 2007 года он был обменян на Кайла Бекермана из «Колорадо Рэпидз». В «Рэпидз» дела у Баллуши пошли не сразу, уже 30 июля он был оштрафован на 1000$ и дисквалифицирован на 2 игры за удар игрока «Канзас-Сити Уизардс» Сашу Викторина, но затем Баллуши стал твёрдым игроком основы клуба.
13 сентября 2010 года Баллуши был обменян в «Нью-Йорк Ред Буллз» на Макумбу Канджи. 16 сентября он дебютировал в составе клуба и отметился первым забитым голом в матче против «Далласа».
30 июля 2012 года Баллуши был обменян в «Сан-Хосе Эртквейкс» на дополнительное место иностранного игрока в сезоне 2013 и пик Дополнительного драфта MLS 2013. 30 сентября 2012 года в матче против «Далласа» Мехди получил тяжёлую травму — разрыв передних крестообразных связок колена, вынудившую его пропустить порядка семи месяцев.
18 декабря 2013 года во втором раунде Драфта возвращений MLS 2013 Баллуши был выбран клубом «Ванкувер Уайткэпс» и подписан им 27 января 2014 года.
10 декабря 2014 года на Драфте расширения MLS 2014 Баллуши был выбран клубом «Нью-Йорк Сити». 18 ноября 2016 года Баллуши объявил о завершении карьеры.
В июле 2017 года Баллуши вернулся в «Нью-Йорк Сити», став тренером в академии клуба. 10 января 2020 года Баллуши вошёл в штаб нового главного тренера «Нью-Йорк Сити» Ронии Дейлы в качестве ассистента.